# Ramaswamy Venkataraman

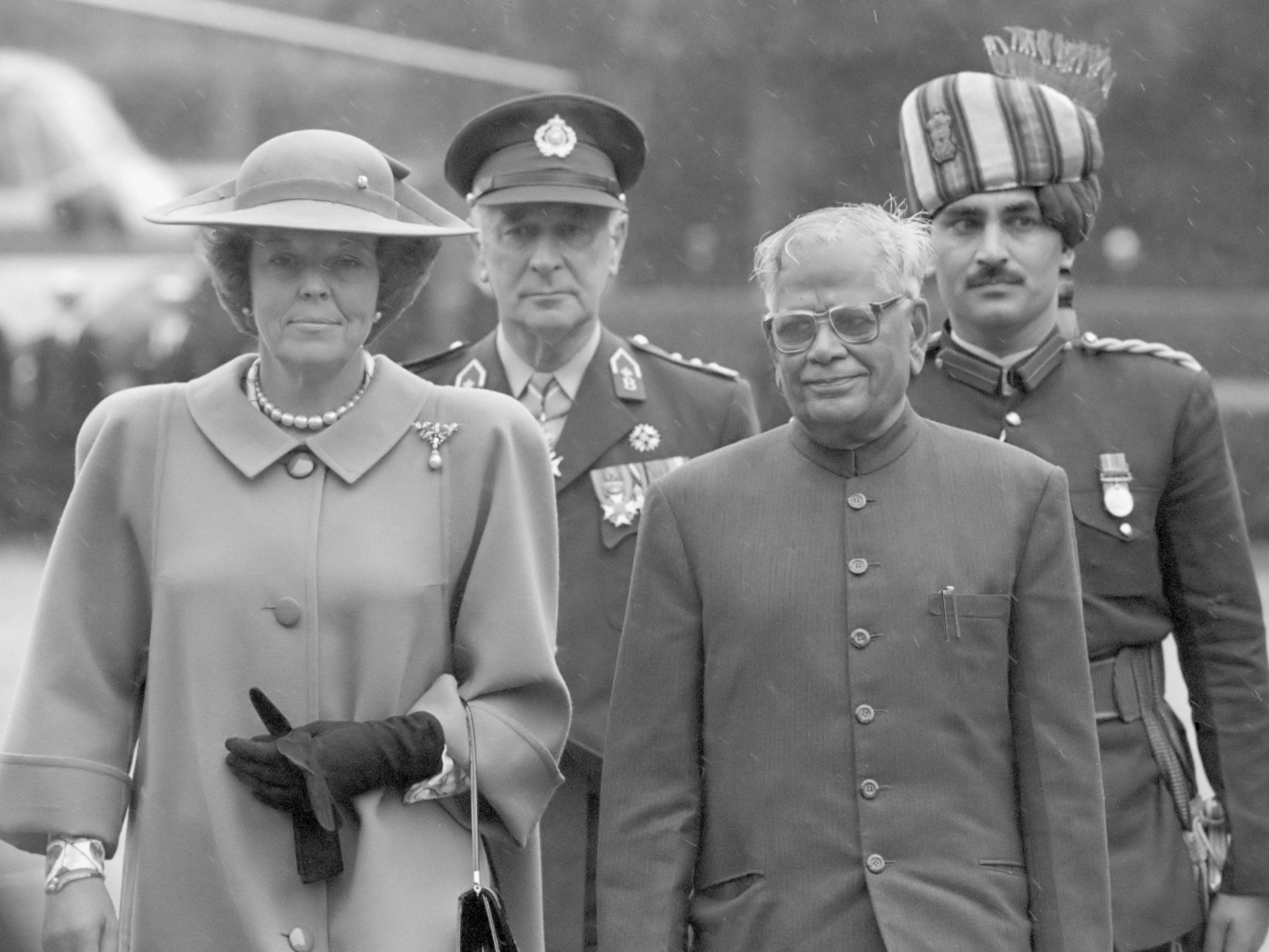
Venkataraman op bezoek in Nederland (1988)

Ramaswamy Venkataraman (Pudukkottai, 4 december 1910 - Delhi, 27 januari 2009) was president van India. Venkataram was van Tamilafkomst.
Oorspronkelijk was hij advocaat en rechter. Van 1980 tot 1982 was Venkataraman minister van Financiën en vervolgens minister van Landsverdediging onder Indira Gandhi. Hij werd in 1984 vicepresident van India, vooraleer in 1987 verkozen te worden tot de 8ste president van India. Hij bleef dat tot 1992.